# Дружинень
Дружинень (рум. Drujineni) — село у Фалештському районі Молдови. Входить до складу комуни, адміністративним центром якої є село Прутень.

## Населення
За даними перепису населення 2004 року у селі проживали 219 осіб.
Національний склад населення села:
| Національність | Кількість осіб | Відсоток |
| -------------- | -------------- | -------- |
| молдавани      | 217            | 99,1%    |
| росіяни        | 2              | 0,9%     |
| Всього         | 219            | 100%     |

## Географія
Село розташоване на висоті 55 метрів над рівнем моря.

## Галерея

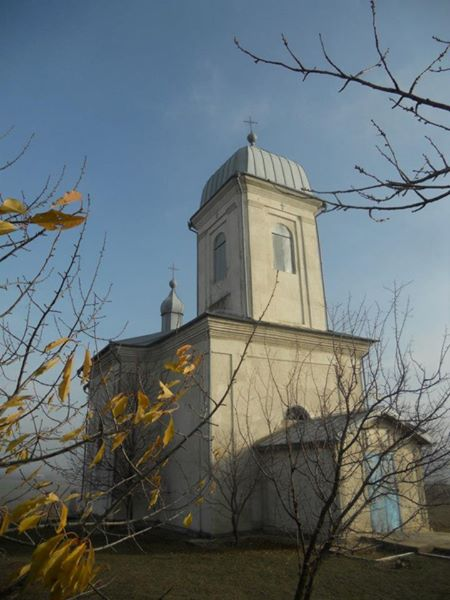
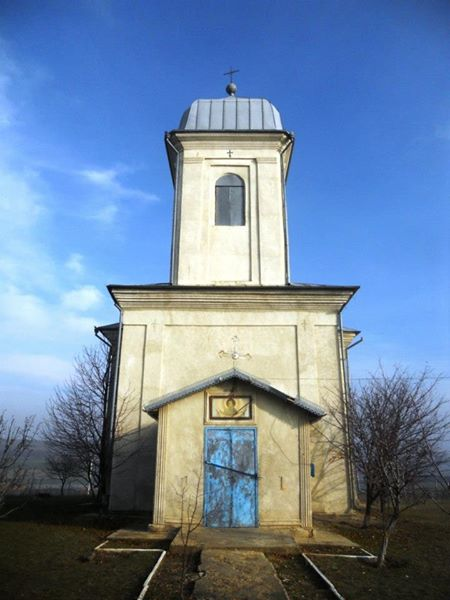
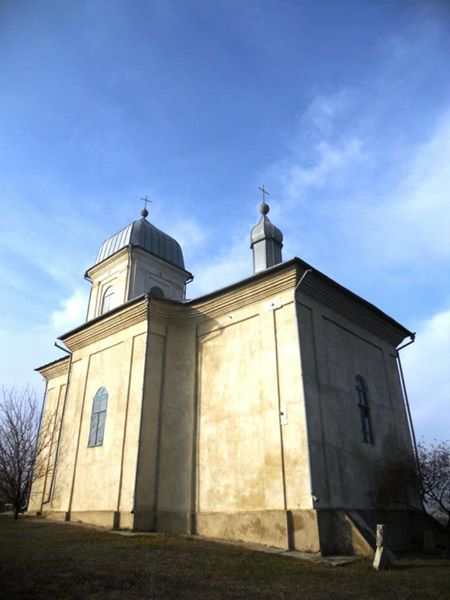
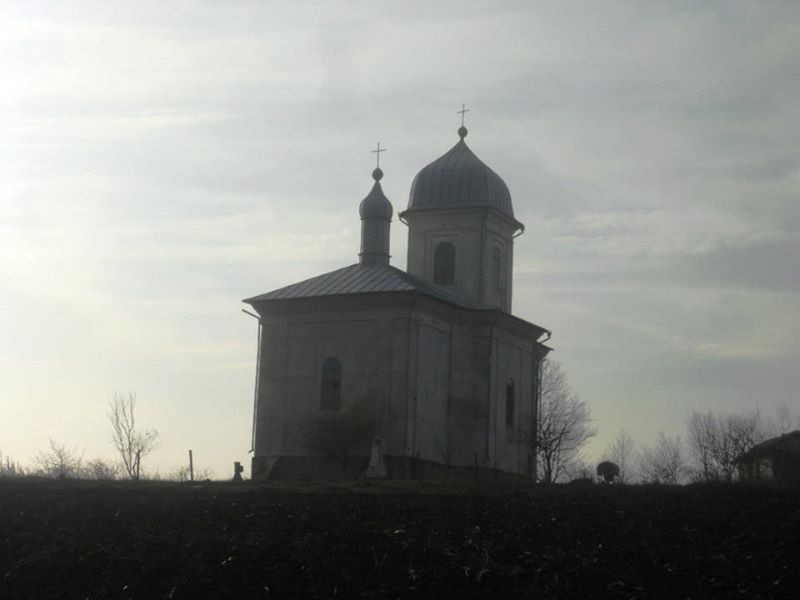
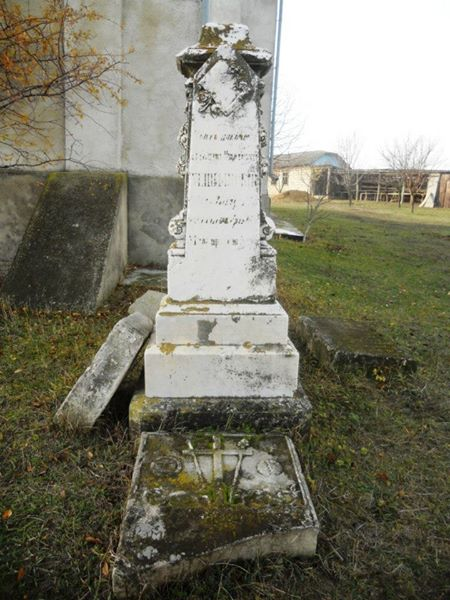
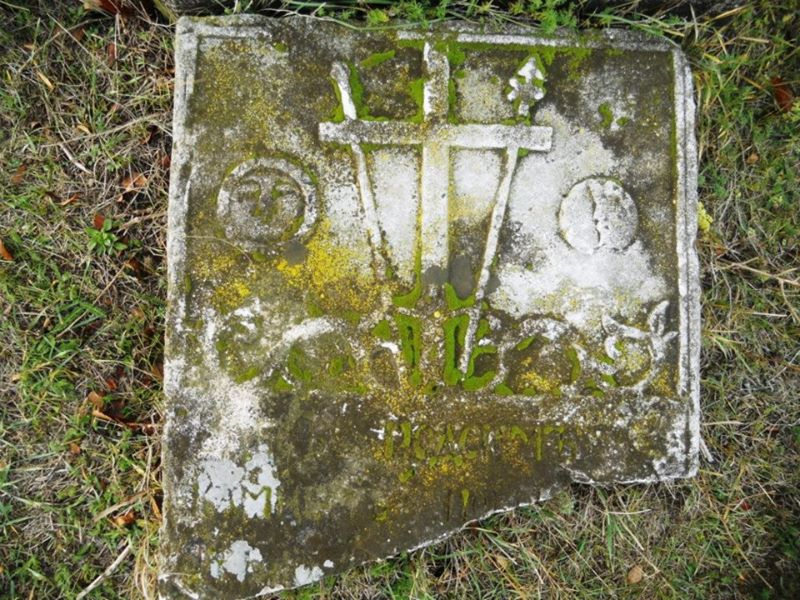